# 1907 dans les chemins de fer
Chronologie des chemins de fer
1906 dans les chemins de fer - 1907 - 1908 dans les chemins de fer

## Évènements
- 17 avril : décret autorisant l’ouverture des travaux de construction de la voie de chemin de fer de Kayes à Thiès. Les travaux débutent dès le mois de juin[1]. Retardés par la guerre de 1914-1918, ils s’achèvent en 1923.
- 1er mai, Empire allemand : ouverture de l'actuelle gare de Colmar.
- 13 juillet, France : ouverture du tronçon Charleval - Vascœuil sur la ligne Charleval - Serqueux de la Compagnie des chemins de fer de l'Ouest.
- 12 août, France : ouverture de la ligne Saint-Lubin-le-Vaublanc - La Brohinière sur le Réseau breton.
- 30 septembre, France : ouverture du tronçon (12 km) entre Puget-Théniers et Pont-de-Gueydan (Saint-Benoît) sur la ligne Nice - Digne des Chemins de fer de Provence[2].
- 15 novembre, France : ouverture du prolongement de la ligne 5 du métro de Paris de Lancry (auj. Jacques Bonsergent) à Gare du Nord[3].
- États-Unis : création de l'Akron, Canton and Youngstown Railroad[4]. Il va relier Akron à Delphos, dans l'Ohio.

## Naissances
- x

## Décès
- 19 mai. Royaume-Uni : Benjamin Baker, ingénieur britannique. Il acheva la gare Victoria à Londres, conçut le pont sur la Forth, et participa à la construction du métro de Londres